# 對於炎亞綸拍攝未成年人性影像案的反應
在炎亞綸拍攝未成年人性影像案中，來自臺灣公眾人物和媒體對此做出反應。

## 公眾人物

### 法律界
炎亞綸在2023年6月20日Facebook粉絲專頁發文真就當年事情向耀樂公開道歉，台北市廉政委员会委员、律师呂秋遠則認爲網友的“加油”留言無益于解決司法問題，同時批評炎亞綸直接進入對方記者會是一類“掌握話語權，讓對方不得不接受道歉”的行爲。律師林智群在Facebook上發文感嘆，該事件已經是法律問題，沒辦法用輕飄飄的愛情文混過去。巴毛律師陳宇安認為炎亞綸此舉是在傷害被害人，並舉例法院在審理相關案件時，都會避免被害人跟加害人有過多接觸。律師李怡貞在Facebook粉絲專頁發文表示，炎亞綸是自己女兒認得的帥哥，不管現在態度如何誠懇，只要是成年人挑未成年的孩子下手，對李怡貞而言都是罪大惡極。
律師王至德在Facebook粉絲專頁發文表示，相較於王力宏與李靚蕾事件的失敗危機處理方式，炎亞綸公關公司手法高級。律師余韋德表示，炎亞綸在記者會上致歉並不算認罪，而是要在檢察官或法官面前承認犯罪。律師蘇文俊表示，該案涉及兒少性剝削條例，為了讓被告沒有外洩及湮滅證據的機會，才會突然發動搜索，推斷耀樂應該有提供檢方證明炎亞綸持有影片的證據。律師簡大為表示，因為目前影像已在網路上流傳，所以性影像部分成立機會還挺高；如果掌鏡者確實是炎亞綸，可能會因拍攝未成年性影像而被判刑；並在電視節目《震震有詞》表示，難以用交保金推論一個人是否犯嫌重大。
檢方在2023年11月8日提起公訴後，律師孫瑞蓮表示，如果他能夠跟當事人和解，可以爭取緩刑的機會，如果（沒和解）最重的話，有可能會判個一罪一罰，有可能是五年，兩個加起來打折的話，可能要判到7、8年是有可能的。律師劉明昌在Facebook粉絲專頁「瑞克說法」表示，炎亞綸的說法對於未來跟耀樂談和解沒有幫助，而炎亞綸被起訴的罪名，在法律上最低刑期都是6個月以上，如果沒得到緩刑，可能得面對坐牢。主持人陳沂則表示，真的認真面對不閃躲，就不要說那麼多廢話；有錯就道歉，誠實面對自己面對社會大眾，才是真心悔過。巴毛律師陳宇安認為炎亞綸違法在先，竟然還質疑別人，可能因此毀掉自己緩刑的機會。並在留言指出，炎亞綸第一次聲明審判外自白承認犯罪，第二次聲明毀掉緩刑機會。律師王妙華在Facebook粉絲專頁「莫莉律師的刑訴咖啡館」表示，炎亞綸的聲明中有錯字，是「致上」不是「至上」，並懷疑炎亞綸發聲明前可能沒給律師看過。律師蘇文俊認為，炎亞綸相較於消息剛爆發時公關操作成功，最新的發文堪稱災難，而且還是直接撞火車的那種。炎亞倫對於強制性交部分不起訴大放厥詞，對於被起訴的部分閉口不談，好像沒發生過一樣。只要不和解，實務上幾乎沒有緩刑的可能，所以現在只能背水一戰拼無罪了。
第三次開庭結束後，律師沈川閔指出，法院力推修復式司法，同時考量雙方已和解，被害人願予緩刑，炎亞綸極有機會免坐牢。

### 文學界
作家花芸曦直指，炎亞綸公關利用紅鯡魚操作手法，將原本耀樂首次揭露炎亞綸偷拍案，轉變成炎亞綸突襲耀樂記者會現場，讓該事件關注點偏移。

### 醫學界
諮商心理師林萃芬認為炎亞綸突襲對方的記者會，目的是保護自身的名譽和事業所做的危機處理；但為了對方身心健康應私下道歉，而不是無預警現身記者會，讓受害者措手不及。精神科醫師楊聰財認為炎亞綸在危機處理方面，可說是完美演出，雖然道歉的表面功夫漂漂亮亮，但對被害人來說是沒有誠意的道歉方式。

### 演藝界
炎亞綸在2023年6月20日Facebook粉絲專頁發文真就當年事情向耀樂公開道歉，該留言區多有鼓勵言語；其中“這群人TGOP”副團長許展瑞表示一直很欣賞炎亞綸面對過錯的勇氣，但事後3度修改留言內容，最終刪除該留言。YouTuber鄭家純轉發陳睨的該篇貼文，並表示論點相同。主持人陳沂認為私密性影像外流就像是陳冠希裸照事件，同樣是電子產品送修被上傳於網路，陳冠希就退出演藝圈多年，而炎亞綸將自身塑造成受害者形象，並質疑為何要原諒炎亞綸。並認為炎亞綸到受害人的記者會上鞠躬道歉，此舉利用耀樂聲量較低，試圖讓耀樂被輿論霸凌，造成二度傷害。
演員鍾欣凌在同年7月5日表示，希望炎亞綸還有機會，因為他是個人才，但因為我不是當事人不好說什麼，希望他們可以跟當事人找到方法、道歉，彼此祝福往前走真的蠻好的。並在三立新聞網專訪中，鍾欣凌覺得台灣人挺友善的，面對它，然後去處理好這件事情，解決好這件事情，雙方都付出一些責任和承擔之後，我還蠻期待看到他繼續發光發熱。歌手李玉璽表示，炎亞綸的對與錯都存在，他還是要面對自己的工作，本來歌手藝人到老闆成長過程要多學習，沒有太擔心這些事情。
炎亞綸道歉文在同年11月8日上傳Facebook後，藝人柯宇綸表示，加油，你一直都很棒；鄒承恩也留下，加油。
2024年3月28日陳沂在Facebook粉絲專頁表示，炎亞綸好不容易在me too事件跟耀樂達成和解，免於牢獄之災。可能是太急著想復出了，竟然出來蹭最近的寶林食安事件。並於文章留言處寫下，出來蹭真的很硬要，消費有人因此離世的悲劇我覺得好噁。炎亞綸則在Facebook粉絲專頁回應，我還是會繼續在我想關心的議題上發文；至於為什麼？因為，意圖是隨著解讀的人他的心理狀態而決定，善意的人永遠能看見純粹的善意，念頭歪斜的人看到的，想當然就是醜惡的一面。
主持人徐乃麟在同年5月7日慶祝綜藝節目《天才衝衝衝》18周年採訪中，聊到是否支持炎亞綸復出，他表示：「我當然鼓勵每個人啊，每個人都有他的人生高低潮，碰到一些事情我覺得就去面對，我覺得很多私領域的東西，很多人都會拿到公領域上來講，每一個人都有不同的看法，那我覺得私領域的東西，如果他自己把這件事情處理好，那我也很鼓勵每一個人。」

## 媒體

### 電視媒體
心理分析專家邱文仁在2023年6月25日《震震有詞》電視節目中，認為炎亞綸將該事件轉化成霸道總裁戀愛的故事，成功改變整件事的調性。媒體人林裕豐也在節目上表示，炎亞綸應該有與公關團隊討論過，從記者會現身到離開都成為話題，並認為公關團隊非常厲害。該節目主持人謝震武認為炎亞綸的心理素質強硬，在記者會上能鎮靜地應對媒體記者的拍攝要求。

### 社群媒體
炎亞綸在2023年6月20日Facebook粉絲專頁發文真就當年事情向耀樂公開道歉，新聞主播陳海茵留言表示穿比不穿還涼，留言沒多久後刪除該文。專業講師陳睨表示，耀樂在文中明確表達受害時還是未成年的學生，但炎亞綸文中避重就輕淡化涉嫌違法性交事實；行銷專家胡恒士表示，炎亞綸既然已經先在社群媒體上道歉，其實不用再特別出來，只要對方開完記者會，再誠懇聲明道歉就好，不用現身只是把場面搞得更混亂。行銷專家吳育宏表示，該事件與六福村主題遊樂園東非狒狒的危機處理相似，當事件尚未釐清就擅自道歉，加上姿態過低其實對當事人是不舒服的事情，對炎亞綸的形象並未有加到分。媒體人黃揚明在Facebook文章中認為炎亞綸不是真誠的現身道歉，而是為了在媒體上呈現雙方平衡的公關操作。YouTuber政客爽在Facebook發文表示，當炎亞綸有像陳冠希誠心道歉的勇氣時，卻選擇成為周玉蔻。網路工作者楊蕙如表示，不懂為什麼還有人會去加油和給予支持，如果炎亞綸沒有退出演藝圈，我會覺得非常噁心。記者羅旺哲認為炎亞綸看似道歉，但其實反而要讓輿論方向，逼著受害人原諒。
炎亞綸在電影《關於我和鬼變成家人的那件事》飾演毛毛的前男友，由於劇情中也與該事件有雷同之處，因此《ETtoday新聞雲》詢問電影公司，但在同月21日新聞發稿前並未獲得回應。
該案有不具名網友在爆料公社上發文，貼出對話與匯款紀錄，指控耀樂曾透過性交易之方式欺詐。一名自稱耀樂高中同學的民眾向《ETtoday新聞雲》指出，耀樂高中時有從事性交易，常在校内炫耀與炎亞綸關係，且是因為不常到校才退學，而非休學。另有網友聲稱耀樂會將性影片當作抵押物，也有網友質疑耀樂曾和其他人拍攝性愛影像。耀樂方面並未回應相關指控。有一部分的輿論因而質疑耀樂性指控炎亞綸的真實性，也有人認為這是兩回事。媒體人黃揚明認為，即便相關指控為真，也無關此案，以及炎亞綸違法嫌疑重大之事實。藝人陳沂也認為「一碼歸一碼」，不應混為一談。
檢方在2023年11月8日提起公訴後，媒體人黃揚明則指出，對未成年人拍攝性愛私密影片，是不論合意與否都觸犯兒少性剝削罪的，這聲明寫得雲淡風輕，只能祝福吳先生審判過程順利。